# Empire (Colorado)
Pour les articles homonymes, voir Empire (homonymie).
Empire est une ville américaine située dans le comté de Clear Creek dans le Colorado.
Selon le recensement de 2010, Empire compte 282 habitants. La municipalité s'étend sur 0,26 milles carrés (0,67 km2).
D'abord appelée Valley City, la ville est nommée en l'honneur de l'État de New York, dont le surnom est l'« Empire State ».

## Démographie
| 1890 | 1900 | 1910 | 1920 | 1930 | 1940 |
| ---- | ---- | ---- | ---- | ---- | ---- |
| 134  | 276  | 179  | 105  | 93   | 174  |

| 1950 | 1960 | 1970 | 1980 | 1990 | 2000 |
| ---- | ---- | ---- | ---- | ---- | ---- |
| 228  | 110  | 249  | 423  | 401  | 355  |

| 2010 | - | - | - | - | - |
| ---- | - | - | - | - | - |
| 282  | - | - | - | - | - |